# 鹿児島城

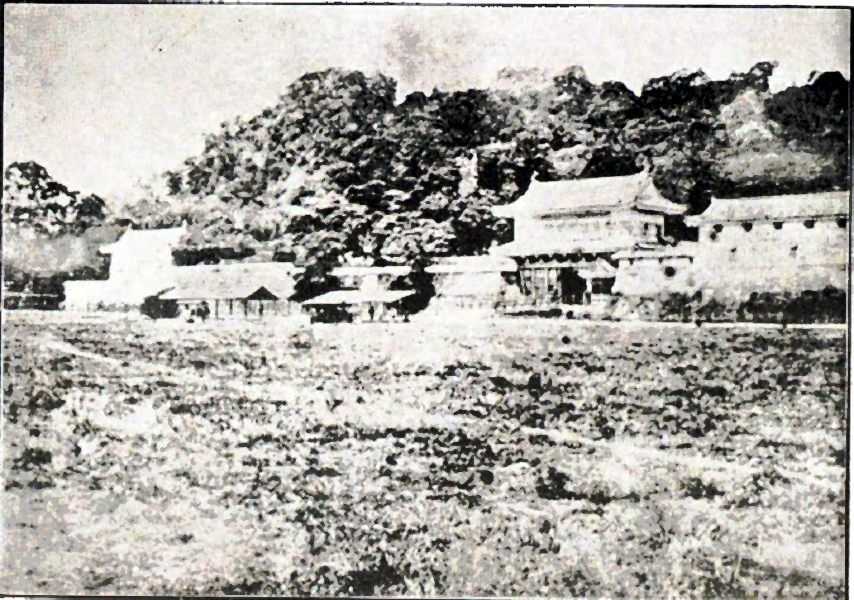
1873年以前に撮影された御楼門

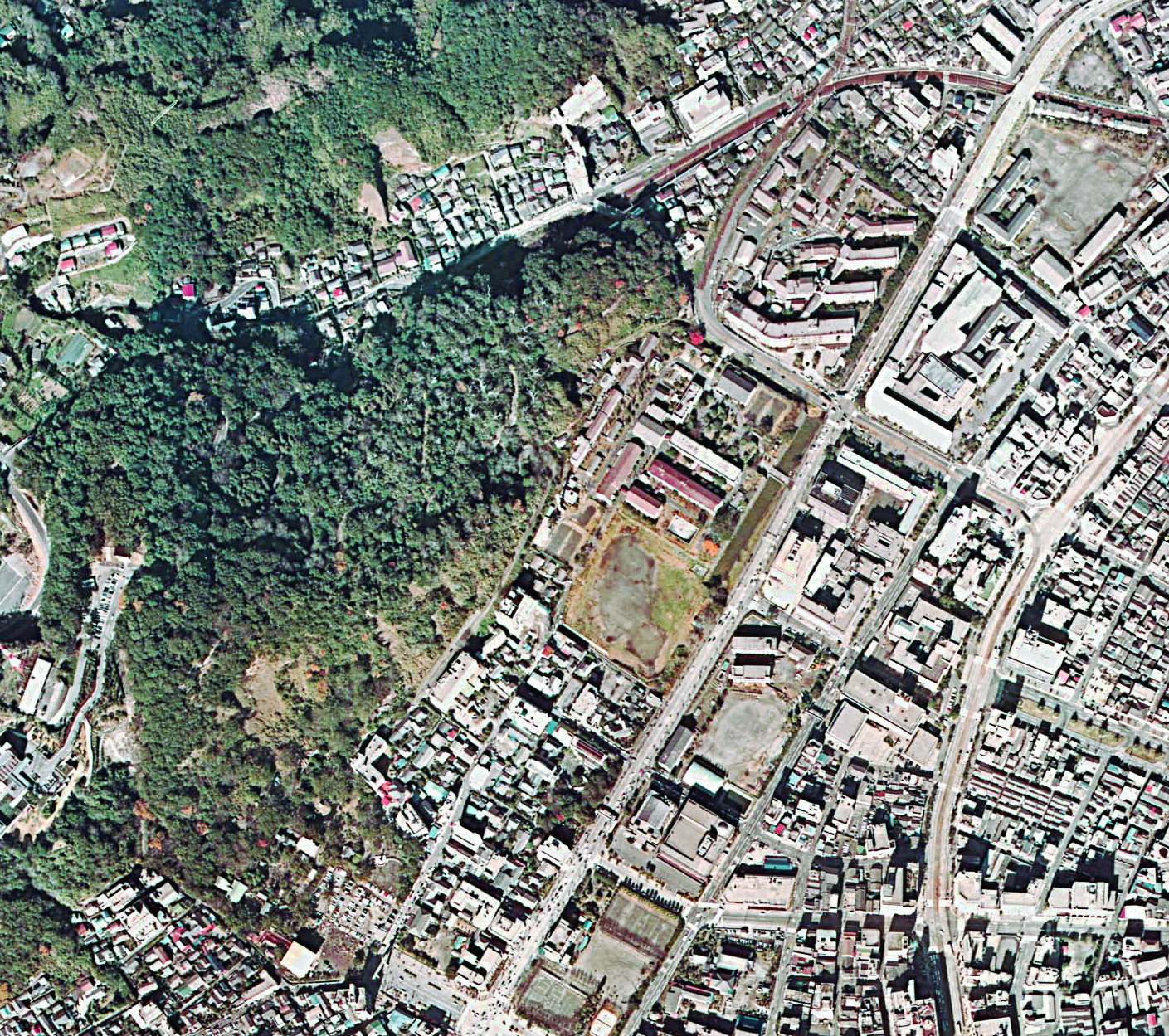
鹿児島城の航空写真
（1974年撮影・国土航空写真）

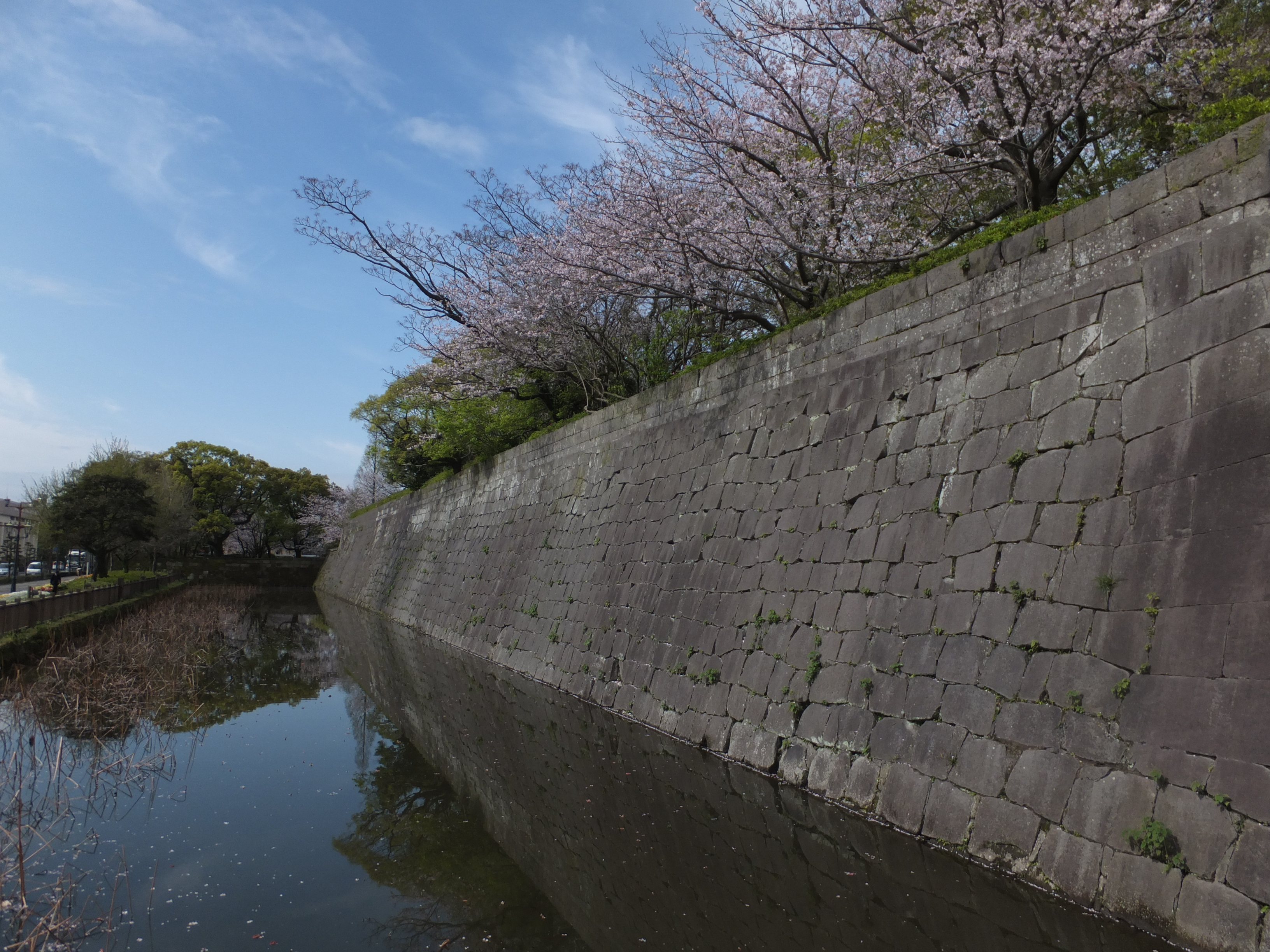
石垣と水堀

鹿児島城（かごしまじょう）は、鹿児島県鹿児島市城山町（薩摩国鹿児島郡城山麓）にあった江戸時代の日本の城。別名鶴丸城（つるまるじょう）。鹿児島では一般的に古くから別名の鶴丸城で呼ばれている。別名の由来は、屋形の形状が鶴が羽を広げたようであったことによる。
1601年（慶長6年）に島津忠恒（家久）により築城され、以後廃藩置県まで島津氏の居城であった。城跡は国の史跡に指定されている。

## 概要
江戸時代初期に島津忠恒によって築かれた、上山城跡である城山とその麓に築かれた鶴丸城で構成された平山城である。平城や山城とする説もある。
城山は、南北朝時代には「上乃山城」および「上山城」という上山氏の居城であったが、後に島津氏に明け渡された。その後島津忠恒は城山の東麓に屋形を築いて居城した。麓の屋形（本丸、二ノ丸、出丸）には石垣が築かれたが、公称「77万石」の大名の城としては天守など高層建築や高石垣などは築かれず、明治時代に城跡を訪れた本富安四郎は著書『薩摩見聞記』で「不思議」と評している。これには江戸幕府に対する恭順の意味があったとされる。その代わりに、中世式の山城を各地に残し、113区画をそれぞれ家臣に守らせる外城制度を行っていたとされる。
本城である鹿児島城は北に本丸、南に二の丸が位置していたが、単純な構造で防御には問題のある「屋形造」の城であった。そのため裏山である城山を籠城のための「後詰めの城」としていた。初代の城代として島津歳久の孫の常久が任命されて居住していたが、常久が早世した後は次の城代は任命されず、城山自体が聖域として立入禁止区域となった。
1873年（明治6年）には「御楼門」という大手口の櫓門と1重2階の兵具所多門櫓、角櫓（隅櫓）、書院造の御殿などがあった。御楼門と兵具所多門櫓、角櫓の様子については明治初期に撮影された写真が現存する。

## 歴史・沿革
1601年（慶長6年）に島津忠恒（家久）により築城される。四神相応の地（東に棈木川、西に出水筋、南に錦江湾、北に城山）として選定された。前年の関ヶ原の戦いで薩摩国の島津氏は西軍側に属して敗北し、責を負って引退した島津義弘に代わり、義弘の実子で義弘の兄の義久の婿養子となっていた忠恒（家久）が新当主となっており、東軍として勝利した徳川家康の脅威に対抗する手段として、当時の内城に代わる城として鶴丸城の構築を開始し、1604年（慶長9年）に完成する。
忠恒（家久）の実父の義弘は海岸に近いこの地は防御に問題があり城を築くのに適さないとし、最後まで築城に反対していた。家康の薩摩征伐は実施されることなく、薩摩藩は外様大名として存続を許されることとなり、忠恒の代に鶴丸城が実戦で用いられることはなかった。しかし、数百年後、幕末の薩英戦争の時に義弘の懸念は現実のものとなり、イギリス軍艦から奥御殿に砲弾を何発か打ち込まれるなど脅威にさらされることになる。しかし、簡素な造りだったためにイギリス軍艦は寺を天守と間違えて砲撃している。
鹿児島は災害の多い地域でもあり、また南国でシロアリ被害が多く、幾度も倒壊、焼失したが、そのたびに建て替えが行われた。しかし、1874年（明治7年）に焼失したのちは再建されることはなかった。
1871年（明治4年）の廃藩置県の後、鹿児島城には鎮西鎮台第二分営が置かれたが、1873年（明治6年）の火災によって本丸が焼失、このとき御楼門も焼失した。1877年（明治10年）の西南戦争では二の丸が焼失した。出丸には私学校が設立されたが、西南戦争後の1882年に県立鹿児島医学校とその附属病院が置かれた。鹿児島医学校が廃止された後も病院は所属を変えながら同じ場所に存続し、戦後は鹿児島大学の附属病院だったが、1974年に医学部ととともに宇宿（今の桜ヶ丘）に移転、現在は国立病院機構鹿児島医療センターになっている。
1901年以降、城址は第七高等学校造士館の校地として使用された。空襲によって焼失したがその後も同じ場所に存続し、学制改革によって鹿児島大学文理学部になったが、同学部は郡元キャンパスに移転、1957年以降は国立鹿児島大学医学部基礎教室などが置かれた。
1971年（昭和46年）に、南日本新聞で「鹿児島城物語」を連載。鹿児島城を中心にした地域史を述べている。
1974年に鹿児島大学医学部が宇宿（桜ヶ丘）に移転し、二の丸跡には1979年に鹿児島県立図書館の新館が竣工、本丸跡には1983年に鹿児島県歴史資料センター黎明館が開館した。
2006年（平成18年）4月6日、日本100名城（97番）に選定された。

## 城下町
鹿児島城の城下町は町人地である上町（かんまち）、下町（しもまち）、西田町（にしだまち）及び武家地である上方限（かみほうぎり）・下方限（しもほうぎり）と呼ばれる5つのエリアに分かれ46町から構成されていた。俗に町方三分・武家七分と呼ばれ幕末時点では居住人口の9割が武士階級であった。明治時代の市制施行時に城下町に当たる区域は全て鹿児島市を構成することとなった。
また、城下町及び城下町に隣接する鹿児島近在には薩摩藩の地方支配制度である外城制（とじょうせい）は適用されず、鹿児島藩庁の直轄支配を受けた。

## 現状

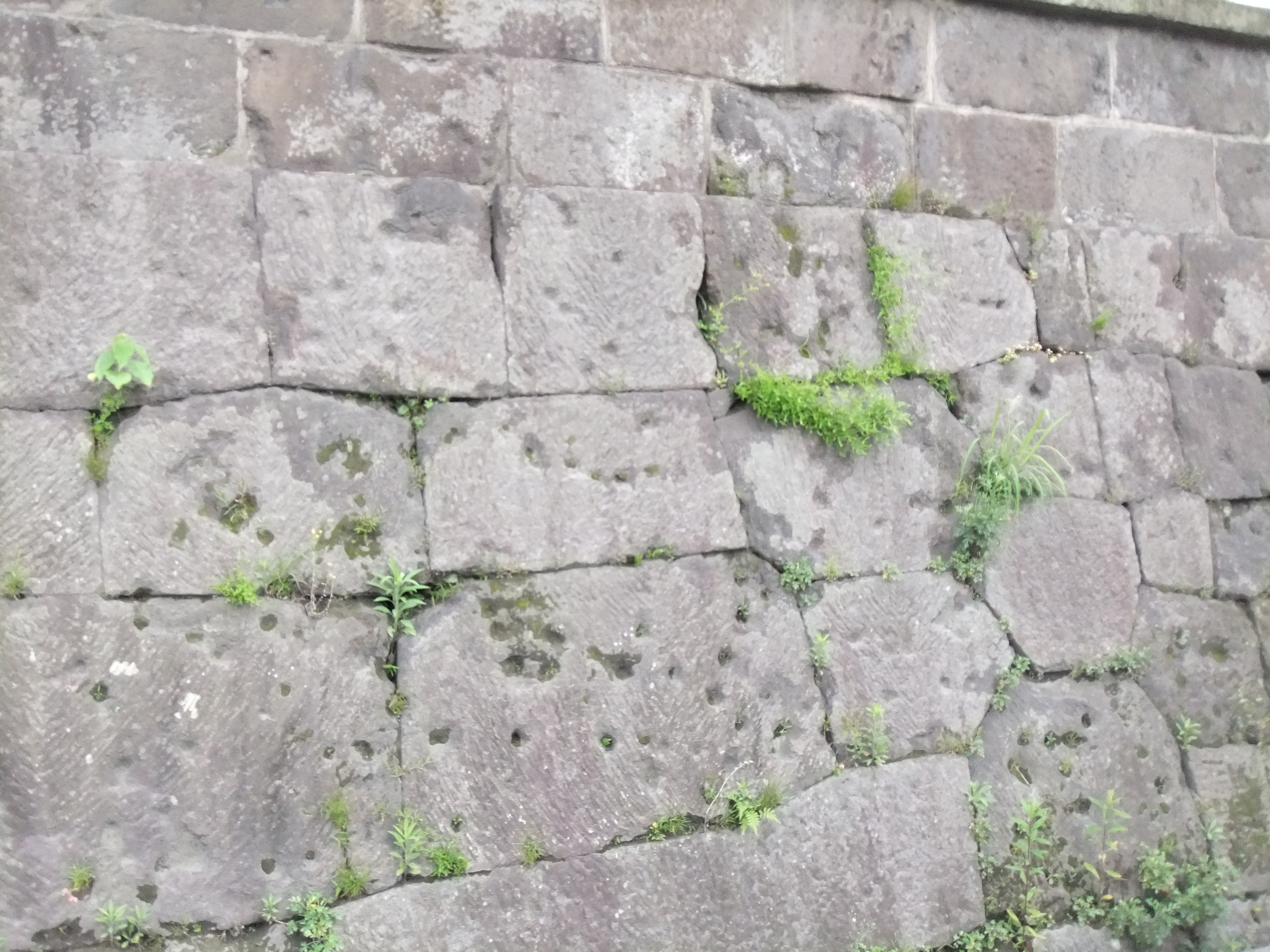
石垣に残る西南戦争の際についたといわれる弾痕（2011年5月）

現在は本丸跡に鹿児島県歴史資料センター黎明館、二の丸跡には鹿児島県立図書館、鹿児島市立美術館、鹿児島県立博物館などが建っている。
遺構として石垣や堀、西郷隆盛の私学校跡地である出丸跡、大手門との間に架かる石橋が現存している。私学校の石垣には西南戦争の際についたといわれる弾痕が数多く残っている。
堀は現在ハスの名所として知られているが、明治時代に植えられたものと考えられる。
大手門にあたる御楼門は鶴丸城御楼門復元委員会によって復元計画が進められた。官民の連携による民間が主導する事業として「鶴丸城御楼門建設協議会」が2015年（平成27年）2月に設立され、2017年9月28日から2020年3月31日までの工期で復元工事が行われた。2020年（令和2年）4月11日、一般公開が始まった。

## 城域一帯の施設

### 本丸跡
- 鹿児島県歴史資料センター黎明館

### 二の丸跡
- 鹿児島県立図書館
- 鹿児島市立美術館
- 鹿児島県立博物館
- 西郷隆盛像

## 交通
- 市内巡回バスに乗り「薩摩義士碑前」バス停下車
- 鹿児島市電または鹿児島市営バスの市役所前下車、徒歩5分
- 九州自動車道・鹿児島北ICから国道3号線・10号線経由で約20分
  - 無料駐車場（照国神社鳥居を右折して直進、125台）